# جميل أندرسون
جميل أندرسون (بالإنجليزية: Jamell Anderson) مواليد 6 يوليو 1990 في نوتنغهام، هو لاعب كرة سلة بريطاني. بدأ مسيرته الاحترافية في سنة 2009. يلعب مع تشيشير فونيكس في دوري كرة السلة البريطاني. يحمل الرقم 0. يبلغ طوله 6 قدم 7 بوصة (2.0 م).

## روابط خارجية
- جميل أندرسون على موقع الاتحاد الدولي لكرة السلة (الإنجليزية)
- جميل أندرسون على موقع كرة السلة الأوروبية.كوم (الإنجليزية)
- جميل أندرسون على موقع ريلجم (الإنجليزية)
- جميل أندرسون على موقع بروبوليرز (الإنجليزية)